# Elias Alves da Silva
Elias Alves da Silva, meglio noto come Elias (Montalvânia, 4 settembre 1981), è un ex calciatore brasiliano con cittadinanza portoghese, di ruolo centrocampista.

## Palmarès

### Club

#### Competizioni nazionali
- Campionato portoghese: 1

Porto: 2002-2003
- Coppa di Lega portoghese: 1

Vitória Setúbal: 2007-2008
- Coppa di Bulgaria: 1

Beroe: 2012-2013
- Supercoppa di Bulgaria: 1

Beroe: 2013